# Friedrich Ludwig von Wachholtz
Friedrich Ludwig von Wachholtz (* 30. August 1783 in Breslau; † 16. September 1841 in Braunschweig) war ein braunschweigischer Generalmajor, der als Offizier der Braunschweiger Truppen an den Befreiungskriegen teilnahm und durch seine Memoiren und Berichte über die Braunschweiger Truppen im Kampf gegen Napoleon Bonaparte von Bedeutung ist.

## Familie
Friedrich Ludwig von Wachholtz entstammte dem ursprünglich pommerschen Adelsgeschlecht von Wachholtz, er war ein Sohn des Philipp Friedrich von Wachholtz (* 1740; † 1803), königlich preußischer Major und Kommandeur 3. Musketier-Bataillons des Regiments Malschitzky und der Amalie Charlotte Wilhelmine von Braatz (* 1761). Er war seit dem 7. Oktober 1814 mit Karoline Johanne Henriette von Girsewald (* 6. August 1787; † 18. Juni 1868) vermählt. Aus dieser Ehe gingen vier Töchter und zwei Söhne hervor:
- Marie (* 2. Juni 1815; † 13. September 1892), Stiftsdame
- Robert August Wilhelm (* 26. November 1816; † 28. Dezember 1897) herzoglich braunschweigischer Generalleutnant und General-Adjutant von Prinz Albrecht von Preußen.[1]
- Agnes Luise Johanne Auguste Bernhardine (* 21. November 1817; † 7. April 1865), Stiftsdame
- August Wilhelm Alexander (* 8. Februar 1819; † 16. Januar 1892), herzoglich braunschweigischer Oberförster ⚭ 13. April 1851 Klara Charlotte Amalie Josephine Walkenried verwitwete Krause  (* 19. November 1829; † 31. Dezember 1904)[2]
- Eugenie Auguste Georgine Thusnelda (* 16. Mai 1820; † 29. Mai 1865) ⚭ Freiherr Reinhard Ludwig Karl Gustav von Dalwigk zu Lichtenfels, großherzoglich oldenburgischer Kammerherr und Oberhofmarschall († 3. Juni 1897)
- Luise Karoline Amalie Katharina Franziska (* 29. Mai 1822), Domina im Kloster zur Ehre Gottes in Wolfenbüttel

## Frühe Jahre in preußischen Diensten
Wachholtz trat am 1. April 1798 ebenfalls in preußische Dienste und kämpfte im Infanterieregiment von Malschitzky (Nr. 28) in der Schlacht bei Jena und Auerstedt und geriet beim Fall Magdeburgs in Kriegsgefangenschaft, aus der er auf Ehrenwort entlassen wurde. In der Garnison Brieg, nahe Breslau wartete er auf eine neue Anstellung, als er vom Aufbau der Schwarzen Schar durch Herzog Friedrich Wilhelm von Braunschweig erfuhr.

## Im Dienste des „Schwarzen Herzogs“
Herzog Friedrich Wilhelm stellte 1809 in Schlesien sein Freikorps auf, so begab sich Wachholtz nach Nachod und wurde dem Herzog persönlich vorgestellt und in der Schwarzen Schar als Leutnant aufgenommen. Er beteiligte sich an dem Zug des Schwarzen Herzogs durch Norddeutschland, auf dem er zum Hauptmann und Kompaniechef aufstieg. Bei der Einschiffung der Schwarzen Schar nach England in Elsfleth und Brake blieb er als Nachhut zurück und folgte den Truppen auf eigene Faust über Helgoland nach England, wo das gesamte Kontingent in englische Dienste trat.

### Auf der iberischen Halbinsel (Peninsula) 1810–1814
Im Braunschweiger Kontingent in englischen Diensten, den Braunschweig-Lüneburgsche Jägern, erhielt er den Befehl über die Scharfschützenkompanie, die sich von den anderen Braunschweigern durch grüne Uniform und Bewaffnung mit Büchsen unterschied. Am 16. September 1810 wurde er zusammen mit den Truppen bei Lissabon ausgeschifft, am 10. Oktober 1810 geriet seine Kompanie zum ersten Mal unter Feuer. 1811 wurde die Scharfschützenkompanie der 4. Division unter General Cole unterstellt. Neben der Belagerung von Badajoz, bei der er sich besonders auszeichnete, nahm er auch an der Schlacht von Salamanca, der Schlacht von Vitoria, der Belagerung von Ciudad Rodrigo und der Eroberung von San Sebastian teil.
Ende 1813 rief der Herzog Wachholtz nach Braunschweig, um den Aufbau eines neuen Feldkorps voranzutreiben.

### Juni 1815: die Schlachten von Quatre-Bras und Waterloo
Nach der Rückkehr Napoleons von Elba marschierte das Braunschweiger Feldkorps unter dem Oberbefehl Herzog Friedrich Wilhelms nach Belgien. Wachholtz, inzwischen zum Major aufgestiegen, war als Generalquartiermeister in der direkten Nähe des Herzogs.
Während der Schlacht bei Quatre-Bras wurde der Herzog von einer Kugel tödlich getroffen und von drei Soldaten (Korporal Külbel, Hornist Aue und Jäger Reckau) sofort hinter die Linien gebracht. Dort erlag er noch am selben Abend seinen Verletzungen. Die letzten Worte des Sterbenden waren an Wachholtz gerichtet: „Mein lieber Wachholtz, wo ist denn Olfermann?“ (gemeint war der braunschweigische Offizier Johann Elias Olfermann, der ebenfalls bei der Schwarzen Schar kämpfte). Olfermanns Bericht über die Schlacht bei Waterloo nennt Wachholtz als einen, der sich besonders auszeichnete.

## Braunschweig nach 1815
Nach Braunschweig zurückgekehrt, wurde er Mitglied der Militär-Administrierungskommission, der obersten Militärverwaltungsbehörde. Ab 1827 war er Mitglied des Staatsministeriums.
1822 zum Oberstleutnant befördert, übernahm er den Oberbefehl über das Braunschweiger Infanterieregiment, ab 1830 Kommandeur des Feldkorps (der aktiven Truppen), 1835 zum Generalmajor befördert.
1841 wurde er pensioniert.
Er war Kommandeur I. Klasse des Ordens Heinrichs des Löwen.

## Werke
- Geschichte des Herzoglich Braunschweigschen Armee-Corps in dem Feldzuge der alliierten Mächte gegen Napoleon Buonaparte im Jahr 1815. Braunschweig 1816.
- Friedrich Karl von Vechelde (Hrsg.): Aus dem Tagebuche des Generals Fr. L. von Wachholtz. Zur Geschichte der früheren Zustände der preußischen Armee und besonders des Feldzugs des Herzogs Friedrich Wilhelm von Braunschweig-Oels im Jahre 1809. Braunschweig 1843 (books.google.de).
- Hilmar L. von Wachholz (Hrsg.): Auf der Peninsula 1810 bis 1813. Kriegstagebuch. Braunschweig 1907.
- Theodor Rehtwisch (Hrsg.): Unter der Fahne des Schwarzen Herzogs anno 1809. Erinnerungen des Generals von Wachholz. Leipzig 1912. (Neuauflage: tredition, Hamburg 2011, ISBN 978-3-8424-1483-9.)